# Sigram Sauer
Maria Sigram Sauer OSB (* 18. April 1917 in Ufhausen; † 11. Juni 2013 in Tutzing) war eine deutsche Ordensschwester.

## Leben
Sauer trat in den Orden der Missions-Benediktinerinnen von Tutzing ein und legte am 26. April 1941 die Profess ab. Von 1955 bis 1990 war sie Direktorin der Mädchenrealschule des Ordens in Tutzing und baute sie zu einer fortschrittlichen Bildungseinrichtung aus.
Sie wurde mit dem Verdienstkreuz am Bande der Bundesrepublik Deutschland ausgezeichnet.

## Schriften
- Das Mutterhaus der Missions-Benediktinerinnen von Tutzing in schwerer Zeit. Missions-Benediktinerinnen, Tutzing 1991.